# Stebnyk
Stebnyk (in ucraino Стебник?) è un centro abitato dell'Ucraina, situato nell'oblast' di Leopoli.
TFino al 18 luglio 2020, Stebnyk apparteneva al Comune di Drohobyč. Come parte della riforma amministrativa dell'Ucraina, che ha ridotto il numero di rajon dell'Oblast di Leopoli a sette, il Comune di Drohobyč è stato fuso nel Rajon di Drohobyč.